# 박성제 (언론인)
박성제(朴晟濟, 1967년~)는 대한민국의 언론인, 기업인으로 제35대 문화방송 대표이사 사장이다. 서울특별시 출신이다.

## 학력
- 서울고등학교[1]
- 서울대학교 국어국문학과 학사[1]

## 경력
- 1993년 : 문화방송 입사
  - 문화방송 보도국 사회부 기자
  - 문화방송 보도국 정치부 기자
  - 문화방송 보도국 경제부 기자
  - 문화방송 선거방송기획팀 기자
  - 문화방송 탐사보도팀 차장
- 2002년 : MBC 노동조합보도 민주언론실천위원회 간사
- 2007년 : 전국언론노동조합 MBC본부 본부장
- 2017년 12월 : 문화방송 보도국 취재센터장, 부국장
- 2018년 6월 : 문화방송 보도국장
- 2020년 2월 ~ 2023년 2월 : 문화방송 대표이사 사장[2]
- 2020년 8월 ~ 2022년 7월 : 한국방송협회 회장(제24대)[3][4]
- 2020년 9월 : 사단법인 서울드라마어워즈 조직위원회 위원장
- 사단법인 서울드라마어워즈 조직위원회 이사
- 한국언론진흥재단 비상임이사
- 2023년 1월 ~ 2023년 2월 : 국회의장 직속 경제외교자문위원회 정부위원

## 저서
- 박성제 (2014년). 《어쩌다 보니, 그러다 보니 - 그저 살다보니 해직된 MBC기자, 어쩌다보니 스피커 장인이 된 쿠르베 이야기》. 푸른숲. ISBN 9791156755241.
- 박성제 (2017년). 《권력과 언론 - 기레기 저널리즘의 시대》. 창비. ISBN 9788936486174.
- 박성제 (2018년). 《권력과 언론 - 기레기 저널리즘의 시대》. 미디어창비. ISBN 9788936476663.
- 박성제 (2023년). 《MBC를 날리면 - 언론인 박성제가 기록한 공영방송 수난사》. 창비. ISBN 9788936479442.